# Gipfelbuch

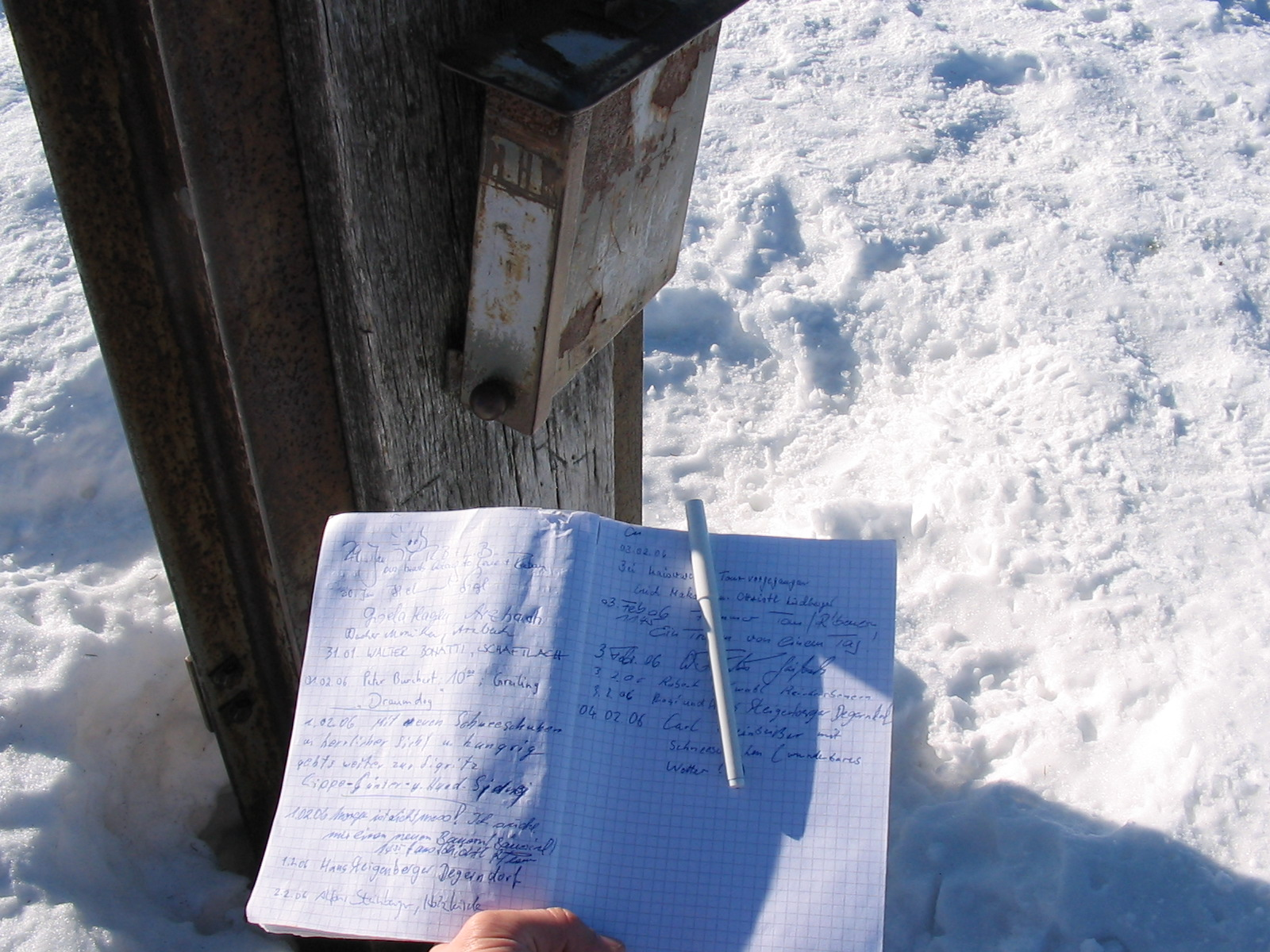
Topboek met blikken weerkastje

Een gipfelbuch of topboek vindt men op vele bergtoppen, vooral in de Alpen en op klimrotsen. Het topboek vervult de taak van gastenboek voor de desbetreffende berg of rotspiek. In de regel wordt het boek in weerbestendige hoezen bewaard. Op de Alpentoppen hoort vaak bij het gipfelkreuz een blikken kast om het boek in te bewaren. Bij bergbeklimmers spreekt men analoog van een steigbuch en bij klimwandelaars van een wandbuch.
In de meeste boeken is de route van de eerste beklimming van de berg, de namen van de wegen en deelnemers van de tocht vermeld. De meeste boeken treft men aan in de vorm van een eenvoudig notitieschrift waarin iedere bergbezoeker zich kan vereeuwigen. De meeste bijdragen in het boek verwijzen naar de datum van de beklimming, het weer en de stemming van de schrijver bij het beklimmen van de berg. Men treft ook grappige bijdragen, gedichten of tekeningen aan in het boek. 
Als een boek is volgeschreven, wordt er een nieuw exemplaar neergelegd. Meestal gebeurt dit door een verantwoordelijke van de plaatselijke bergvereniging of door de waard van de naastgelegene berghut. Soms wordt een nieuw boek achtergelaten door de beklimmer zelf, die een leeg boek bij zich draagt.
Vele klimtoppen in onder andere Saksisch Zwitserland, in Bohemisch Zwitserland, in het Zittauer Gebergte, het Lausitzer Gebergte, het Ertsgebergte en in de Harz, zijn voorzien van een topboek om berichten van beklimmers te noteren. De boeken in de Sächsischen Schweiz worden bijvoorbeeld door de Saksische Bergklimmersvereniging onderhouden, welke in hun archief boeken bewaren die teruggaan tot de jaren '20 van de twintigste eeuw. Met uitzondering van een welkomstwoord voor de eerste die als eerste de top van de berg in het begin van het jaar bereikt, bevat het boek verder alleen bijdragen van klimmers voorzien van datum, naam en route.
In de periode voor 1989 schreven vele bergbeklimmers in het Erzgeberte  vaak kritische opmerkingen in het boek. Deze bijdragen werden veelal anoniem geschreven, daar de situatie in de DDR, waarin het Erzgeberte lag, hier aanleiding toe gaf. Deze situatie leidde er zelfs toe dat het Ministerie voor Staatsveiligheid, de Stasi zich bezighield met het onderzoeken van de boeken. Een voorbeeld voor een verdachte opmerking in een Oost-Duits Gipfelbuch was: Von der Ostsee bis nach Sachsen - kein Berg ist uns gewachsen. Von Osten nach Westen - das können wir nicht testen. (Van de Oostzee naar Saksen - Geen berg is ons te hoog. Van het oosten naar het westen - dat kunnen we niet testen) (uit het topboek van de Falkenturm in 1988).